# David Wotherspoon
David Wotherspoon (Perth, 16 de enero de 1990) es un futbolista británico, nacionalizado canadiense, que juega en la demarcación de centrocampista para el Inverness Caledonian Thistle F. C. de la Scottish League One.

## Selección nacional
Tras jugar con la selección de fútbol sub-18 de Escocia, la sub-19 y la sub-20, finalmente se nacionalizó canadiense. El 24 de marzo de 2018 debutó con la selección de fútbol de Canadá en un encuentro amistoso contra Nueva Zelanda que finalizó con un resultado de 1-0 a favor del combinado canadiense tras el gol de Tosaint Ricketts.

### Goles internacionales
| # | Fecha               | Estadio                              | Oponente     | Gol | Resultado | Competición                                          |
| - | ------------------- | ------------------------------------ | ------------ | --- | --------- | ---------------------------------------------------- |
| 1 | 29 de marzo de 2021 | IMG Academy, Florida, Estados Unidos | Islas Caimán | 0-3 | 0-11      | Clasificación para la Copa Mundial de Fútbol de 2022 |

## Clubes
| Club                               | País    | Año       | Partidos | Goles |
| ---------------------------------- | ------- | --------- | -------- | ----- |
| Hibernian F. C.                    | Escocia | 2009-2013 | 154      | 9     |
| St Johnstone F. C.                 | Escocia | 2013-2023 | 356      | 27    |
| Inverness Caledonian Thistle F. C. | Escocia | 2023-2024 | 11       | 4     |
| Dundee United F. C.                | Escocia | 2024      | 9        | 0     |
| Dunfermline Athletic F. C.         | Escocia | 2024-2025 | 37       | 1     |
| Inverness Caledonian Thistle F. C. | Escocia | 2025-     | 5        | 2     |

## Palmarés

### Títulos nacionales
| Título                     | Club               | País    | Año  |
| -------------------------- | ------------------ | ------- | ---- |
| Copa de Escocia            | St Johnstone F. C. | Escocia | 2014 |
| Copa de la Liga de Escocia | St Johnstone F. C. | Escocia | 2021 |
| Copa de Escocia            | St Johnstone F. C. | Escocia | 2021 |